# Journal of Chemical Physics
Il Journal of Chemical Physics è una rivista accademica che si occupa di chimica fisica.